# I. M. Ștefan
I. M. Ștefan, pseudonimul lui Alexandru Sergiu Sragher, (n. 1 februarie 1922, București – d. 22 octombrie 1992, București) a fost un prozator și traducător român. A publicat mai multe articole și cărți cu tematică științifică și știițifico-fantastică.

## Biografie
S-a născut la București într-o familie de etnie evreiască; era fiul agronomului Henri Sragher și al Iuliei (n. Mandel). A absolvit școala primară la București, apoi liceul teoretic evreiesc (Liceul Graur) în 1941, după care a urmat Colegiul „M. Onescu” al comunității evreiești și Facultatea de Litere și Filosofie a Universității din București (absolvită în 1946). A debutat ca publicist cu un articol despre André Malraux în Studentul român (1946), unde a fost secretar de redacție în anii 1947-1948. A lucrat ca redactor la Jurnalul de dimineață (1946-1947), la Agerpres (1948-1950) și la Editura Tehnică (1950-1951), șef al Serviciului de presă al Ministerului Construcțiilor (1951-1961), funcționar la Centrul de Documentare pentru Construcții și Arhitectură (1961-1969) și redactor al revistei Magazin istoric (1969-1973).
La începutul anilor 1950 s-a consacrat activității literare, devenind câțiva ani mai târziu membru al Uniunii Scriitorilor din România.

## Activitatea literar-științifică
A debutat editorial cu fantezia pentru copii Călătorie în Univers (1953), apoi a publicat volume de proză de aventuri, fantastică sau SF, printre care Drum printre aștri (1954) și Robinsoni pe planeta oceanelor (1958), ambele în colaborare cu Radu Nor, O întîmplare în împărăția zăpezilor (1959), Ultimul alb (1962), Lumina purpurie (1964), Cântecul Cibenei (1966), Omul cu o mie de chipuri (1968), Naufragiații (1973), Viața începe la Milogu (1980) ș.a. Drum printre aștri (1954), scris în colaborare cu Radu Nor, este considerat primul roman științifico-fantastic românesc care a apărut după cel de-al Doilea Război Mondial, în timp ce „O întîmplare în împărăția zăpezilor” (1959) este prima povestire științifico-fantastică pentru copii apărută în aceași perioadă. Apariția romanului Ultimul alb (1962) a marcat o orientare a lui I.M. Ștefan către analiza moral-psihologică a personajelor, această tendință fiind prezentă și în nuvela „Oglinda răsturnată” (1962).
Literatura sa beletristică este o combinație de proză de aventuri și SF, contribuind la popularizarea științifică, dar și, potrivit unor critici postcomuniști, la inseminarea ideologică a ideilor materialiste comuniste. În acest ultim sens, criticul Ion Istrate citează romanele Sahariana: povestire din era atomică (1956) și Ultimul alb (1962) printre scrierile de tip realist socialist ale obsedantului deceniu. Literatura de aventuri științifico-fantastice a lui I.M. Ștefan este, în opinia criticului Mihai Iovănel, modestă și aservită ideologiei realist socialiste. Autorul descrie în cărțile sale, într-o manieră de inspirație sovietică, o societate a viitorului idealizată potrivit ideologiei marxiste (în Sahariana), expediții civilizatoare ale unor astronauți pământeni (în Drum printre aștri și Robinsoni pe planeta oceanelor), mobilizarea omenirii în fața unui atentat extraterestru asupra Terrei (în Lumina purpurie), conflictul între oameni și roboți (în Cântecul Cibenei) sau producerea unui aliment revoluționar care să rezolve problemele de alimentație ale omenirii (în P.G.-7 luptă contra cronometru), criticând apartheidul și colonialismul (în Ultimul alb). Conflictele din cărțile sale opun uneori personaje cutezătoare și cu un spirit constructiv și personaje cu un spirit negativist, în concordanță cu problemele ideologice ale epocii construcției socialismului.
În paralel cu romanele și povestirile S.F., I.M. Ștefan a publicat, de asemenea, sub pseudonimele Sergiu Stănescu, Al. Sergiu, S. Alex. și M. Ștefan, mai multe articole și cărți de popularizare tehnico-științifică și istorică (Vecina noastră, Luna, „Semnele cerești” și tălmăcirea lor adevărată, Adevărul despre năluciri, Focul viu. Pagini din istoria invențiilor și a descoperirilor românești, Sub semnul Minervei. Femei de seamă din trecutul românesc, Ghidul Cosmosului ș.a), precum și literatură de aventuri pentru adolescenți (Misiune specială, Viața începe la Milogu), a tradus, împreună cu Elena Andrei, cărți din limba germană și a prefațat mai multe cărți.
Scrierile lui I.M. Ștefan au stârnit un interes ridicat în rândul cititorilor de la epoca apariției lor. Spre exemplu, poetul și traducătorul Mihu Dragomir (cititor avid de literatură SF) afirma că romanul Lumina purpurie (1964), pe care l-a citit în manuscris, „confirmă încă o dată calitățile lui [I.M. Ștefan - n.n.] de pionier în acest domeniu... Prin oricîte perturbări va avea să treacă planeta noastră în destinul ei cosmic, oamenii vor reuși să păstreze intacte cuceririle civilizației și culturii”, subliniind că prezentarea „oamenilor-șerpi” este unul dintre meritele principale ale cărții. Au existat și contestatari precum criticul și istoricul literar Anton Cosma care aprecia că, în ciuda activității literare relativ bogate a lui I.M. Ștefan, opera acestuia are un nivel literar modest, dând ca exemplu romanul Drum printre aștri (1954), foarte apreciat de public, „în ciuda naivităților și simplismului textului”. Mai apreciate au fost scrierile de popularizare a științei, narațiuni de tip ziaristic cu descrieri judicioase. Astfel, criticul literar Zoe Dumitrescu-Bușulenga, care a prefațat volumul Eminescu și universul științei (1989), aprecia „deplina obiectivitate [a lui I.M. Ștefan - n.n.], strădania păstrării unei cumpene (în sens eminescian) drepte în tratarea extrem de spinosului subiect”.

## Opera

### Literatură științifico-fantastică
- Drum printre aștri, roman SF, în colab. cu Radu Nor, Ed. Tineretului, București, 1954 (ed. a II-a revăzută, Ed. Tineretului, București, 1956; ed. a III-a, Ed. Tineretului, București, 1959);
- Sahariana: povestire din era atomică, roman SF, în colab. cu Max Solomon, în CPSF, nr. 21-24, 1956;
- Taina prințului Semempsis, nuvelă SF, în colab. cu Radu Nor, în CPSF, nr. 55, 1957;
- Robinsoni pe planeta oceanelor, roman SF, în colab. cu Radu Nor, Ed. Tineretului, București, 1958;
- Enigma tunelului. Reclama parfumată, nuvele SF, în CPSF, nr. 130-131, 1960;
- Ultimul alb, roman SF, Ed. Tineretului, Colecția SF, București, 1962;
- Oglinda răsturnată, nuvelă SF, în CPSF, nr. 189, 1962;
- Lumina purpurie, roman SF, în CPSF, nr. 239-242, 1964;
- Meduza verde, nuvelă SF, în CPSF, nr. 259-260, 1965;
- Cîntecul Cibenei, roman SF, Ed. Tineretului, București, 1966;
- P.G. 7 luptă contracronometru, roman SF, în CPSF, nr. 405-410, 1971;
- Naufragiații, nuvele fantastice, Ed. Cartea Românească, București, 1973 [în sumar: „Regăsirea lumii pierdute”, „Zumzetul lui Otahi” și „Fascinația din ape”].

### Literatură de aventuri pentru adolescenți
- O întîmplare în împărăția zăpezilor, nuvelă de aventuri, Ed. Tineretului, București, 1959;
- Misiune specială, roman de aventuri, în Colecția Clubul temerarilor, nr. 12-13, Ed. Tineretului, București, 1966;
- Omul cu o mie de chipuri, roman de aventuri, în Colecția Clubul temerarilor, nr. 50-51, Ed. Tineretului, București, 1968;
- Viața începe la Milogu, roman, Ed. Albatros, București, 1980.

### Lucrări de popularizare a științei și tehnicii
- Călătorie în Univers. Fantezie astronomică pentru copii, Ed. Tineretului, București, 1953;
- Pietre cerești, planete mici și aștri cu coadă. Despre meteoriți, asteroizi și comete, București, 1956;
- Vecina noastră, Luna, Colecția Societății pentru Răspîndirea Științei și Culturii (S.R.S.C.), Ed. Tehnică, București, 1957 (ed. a II-a revăzută și adăugită, Colecția Societății pentru Răspîndirea Științei și Culturii (S.R.S.C.), Ed. Tehnică, 1960);
- Din tainele cerului, Ed. Tineretului, București, 1958;
- „Semnele cerești” și tălmăcirea lor adevărată, Colecția Societății pentru Răspîndirea Științei și Culturii (S.R.S.C.), Ed. Tehnică, București, 1959 (ed. a II-a, 1961; ed. a III-a, 1966);
- Știința privește spre viitor. Din istoria și practica previziunii științifice în domeniul științelor naturii, Ed. Tineretului, București, 1960;
- Adevărul despre năluciri, Colecția Societății pentru Răspîndirea Științei și Culturii (S.R.S.C.), nr. 382, Ed. Tehnică, București, 1961;
- Cîte stele sunt pe cer?, Col. Cunoștințe folositoare, Consiliul pentru răspândirea cunoștințelor cultural-științifice, București, 1962;
- La poarta marilor enigme, Ed. Științifică, București, 1963;
- Pietre din cer, Ed. Științifică, București, 1963;
- Focul viu. Pagini din istoria invențiilor și descoperirilor românești, în colab. cu Dinu Moroianu, Ed. Științifică, București, 1963;
- Familia Soarelui, Ed. Științifică, București, 1965;
- Din istoria tehnicii românești, București, 1968;
- Pasiunea științei. Oameni și momente din istoria contemporană a științei și tehnicii românești, în colab. cu Dinu Moroianu, Editura didactică și pedagogică, București, 1968;
- Momente și figuri din istoria astronomiei românești, în colab. cu V. Ionescu-Vlăsceanu, Ed. Științifică, București, 1968;
- Copilăria și tinerețea unor savanți și inventatori români, Ed. Didactică și Pedagogică, București, 1970;
- Viitorul Terrei – mit și prognoză, București, 1971;
- Prietenul stelelor. Locotenent-colonel aviator Constantin Căpităneanu, Colecția Fii ai neamului românesc, Ed. Militară, București, 1971;
- Un vis împlinit. Locotenentul aviator Gheorghe Stîlpeanu, în colab. cu col. Constantin Gh. Ivan, Ed. Militară, București, 1973;
- Ana Ipătescu, Ed. Militară, București, 1975;
- Sub semnul Minervei. Femei de seamă din trecutul românesc, în colab. cu V. Firoiu, Ed. Politică, București, 1975;
- Maeștrii ingeniozității românești, în colab. cu Dinu Moroianu, Ed. Didactică și Pedagogică, București, 1976;
- De la Podul Mogoșoaiei la Calea Victoriei: din cronica anilor 1877-1878, Ed. Facla, Timișoara, 1977;
- Ceasuri de răscruce. Din cronica dramatică a unor momente hotărîtoare pentru Unirea Principatelor, Ed. Eminescu, București, 1980;
- Ghidul Cosmosului, vol. I-II, în colab. cu Ion Corvin Sîngeorzan, Colecția Biblioteca pentru toți, Ed. Minerva, București, 1980;
- Și ei au fost copii. Din copilăria unor savanți și inventatori români, Ed. Ion Creangă, București, 1981;
- Scurtă istorie a creației științifice și tehnice românești, în colab. cu Edmond Nicolau, Ed. Albatros, București, 1981;
- Oameni și fapte de neuitat. Din tradiția științifică și tehnică românească, Uniunea Tineretului Comunist, București, 1983;
- 100 de... oameni de știință și inventatori români, în colab. cu Edmond Nicolau, Ed. Ion Creangă, București, 1986;
- Eminescu și universul științei, prefață de Zoe Dumitrescu-Bușulenga, Ed. Junimea, Iași, 1989;
- Alexandru Ciurcu - inventatorul, ziaristul, omul, Col. Testimonia, Editura Dacia, Cluj-Napoca, 1989. ISBN 973-35-0050-X

### Traduceri
- Stefan Zweig, Orele astrale ale omenirii. Miniaturi istorice, Ed. Univers, București, 1973 (ed. a II-a, Ed. Muzicală, București, 1976; ed. a III-a, Ed. Muzicală, București, 1978);
- Hermann Kant, Nu vreau să fiu ministru, roman, în colab. cu Elena Andrei, cuvânt înainte și note de I.M. Ștefan, ED. Univers, București, 1973;
- Janheinz Jahn, Istoria literaturii neoafricane. O introducere, în colab. cu Elena Andrei, studiu introductiv și note de I.M. Ștefan, Ed. Univers, București, 1975;
- Kurd Lasswitz, „Cum l-a răpit diavolul pe profesor”, în Odiseea marțiană. Maeștrii anticipației clasice, antologie de Ion Hobana, Ed. Minerva, București, 1975;
- Wilhelm Dilthey, Trăire și poezie: Lessing; Goethe; Novalis; Hölderlin, în colab. cu Elena Andrei, pref. de Marian Popa, Ed. Univers, București, 1977;
- ***, Penda, fata cu ochii ca stelele. Antologie de proză scurtă negro-africană, trad. și note în colab. cu Elena Andrei, antologare și cuvânt înainte de I.M. Ștefan, Ed. Univers, București, 1978;
- Herbert W. Franke, Rețeaua gîndurilor, roman SF, în colab. cu Elena Andrei, prefață („Herbert Franke și literatura științifico-fantastică germană”) de I.M. Ștefan, Ed. Univers, București, 1979;
- Walter Weller, Tot felul de întîmplări nemaipomenite, povestiri, Ed. Univers, București, 1983.

### Studii
- „Idei precursoare și realizări prioritare în știința din România contemporană[nefuncțională]
”, în Studii, anul XXXIV, nr. 9, 1981, pp. 1–24.